# یانیس مردجی
یانیس مردجی (انگلیسی: Yanis Merdji؛ زادهٔ ۲۹ اکتبر ۱۹۹۳) بازیکن فوتبال اهل فرانسه است.
از باشگاه‌هایی که در آن بازی کرده‌است می‌توان به باشگاه فوتبال اوسر و باشگاه فوتبال لو مان اشاره کرد.